# Comuna de Łaskarzew
Łaskarzew (polaco: Gmina Łaskarzew) é uma gminy (comuna) na Polónia, na voivodia de Mazóvia e no condado de Garwoliński. A sede do condado é a cidade de Łaskarzew.
De acordo com os censos de 2004, a comuna tem 5536 habitantes, com uma densidade 63,2 hab/km².

## Área
Estende-se por uma área de 87,53 km², incluindo:
- área agricola: 61%
- área florestal: 32%

## Demografia
Dados de 30 de Junho 2004:
|                      | Total   | Total | Mulheres | Mulheres | Homens  | Homens |
| -------------------- | ------- | ----- | -------- | -------- | ------- | ------ |
|                      | pessoas | %     | pessoas  | %        | pessoas | %      |
| População            | 5536    | 100   | 2758     | 49,8     | 2778    | 50,2   |
| Densidade (pop./km²) | 63,2    | 100   | 31,5     | 31,5     | 31,7    | 31,7   |

De acordo com dados de 2002, o rendimento médio per capita ascendia a 1149,79 zł.

## Comunas vizinhas
- Garwolin, Górzno, Łaskarzew, Maciejowice, Sobolew, Wilga